# Viggo Wallensköld
Viggo Wallensköld, född 30 maj 1969 i Borgå, är en finländsk målare. 
Wallensköld studerade konsthistoria 1988–1990 och avlade 1995 konstmagisterexamen vid Bildkonstakademin. Han väckte tidigt uppmärksamhet med sina i en aning trevande stil kärleksfullt målade udda människogestalter, vanligen kvinnliga. Hans ofta av en melankolisk ton präglade konst har betecknats som berättelser om människor som landskap, där erotikens och tragedins vägar korsas. Han tilldelades Dukatpriset 2002, utnämndes till Årets unga konstnär 2005 samt tilldelades William Thuring-priset 2013 och pris ur Marcus Collins minnesfond 2014.